# Maurizio Randazzo
Maurizio Randazzo, född den 1 mars 1964 i San Caterina Villarmosa, Italien, är en italiensk fäktare som bland annat tog OS-guld i herrarnas lagtävling i värja i samband med de olympiska fäktningstävlingarna 2000 i Sydney.